# TSV Langstadt 1909
Der Turn- und Sportverein Langstadt 1909 e. V., kurz TSV Langstadt 1909, ist ein deutscher Sportverein aus Langstadt/Babenhausen. Er wurde am 1. September 1909 gegründet und zählt derzeit 660 Mitglieder (Stand 2020).
Bekannt ist der TSV Langstadt unter anderem auf Grund seiner Tischtennis-Abteilung, deren Damen-Mannschaft in der Pokalsaison 2017/18 durch Siege über die Erstligisten SV DJK Kolbermoor und SV Böblingen das Final Four erreichte und zur Saison 2018/19 in die Bundesliga aufstieg.
Neben der Abteilung Tischtennis werden die Sparten Turnen, Karneval und Fußball angeboten.
Die Fußballabteilung stellt aktuell zwei Seniorenmannschaften in einer Spielgemeinschaft mit Germania Babenhausen sowie einer D-Jugendmannschaft zusammen mit dem SV Kleestadt.

## Tischtennis
Die Tischtennisabteilung nimmt zur Saison 2024/25 mit sechs Damen-, fünf Herren- und einer Jugendmannschaft am Spielbetrieb teil. Die 1. Damenmannschaft spielte in der Tischtennis-Bundesliga 2024/25 mit folgenden Spielerinnen:
- Orawan Paranang
- Minnie Soo Wai Yam
- Chantal Mantz
- Franziska Schreiner
- Izabela Lupulesku

Die 2. Damenmannschaft spielt in der Saison 2024/25 in die 2. Bundesliga.